# Брок Давидюк
Брок Давидюк (англ. Brock Davidiuk; нар. 24 квітня 1983) — канадський волейбольний тренер, колишній волейболіст українського походження.

## Життєпис
Народжений 24 квітня 1983 року.
Батьки дуже допомагали Давидюкові в його кар'єрі гравця.
Грав у командах у клубах «Red Deer College Kings» (Канада, 2001—2003), «University of Alberta» (2003—2006), «Team Canada Full Time Centre» (2006—2007), французьких «Chaumont Volley-Ball 52» (2007—2008), «Турі» (2008—2009) і «Club Alès en Cévennes Volley-Ball» (2010—2011), німецькому «Ешенбахер Воллейс» (Бамберг, 2009—2010).
У 2012 році завершив виступи у складі збірної Канади.